# Icones Plantarum, Edition Keller
Icones Plantarum, Edition Keller (abreviado Icon. Pl., Ed. Keller) es un libro con ilustraciones y descripciones botánicas que fue escrito por el médico y un botánico alemán Casimir Christoph Schmidel y publicado en Erlangen en tres volúmenes en los años 1793-1797 con el nombre de Icones Plantarum et Analyses Partium aeri Incisae atque Vivis Coloribus Insignitae Adiectis Indicibus Nominum Necessariis Figurarum Explicationibus et Brevibus Animadversonibus quas Composuit D. Casimirus Christophorus Schmiedel ... Curante et Edente Georgio Wolfgang Knorrio.